# 聖地亞哥馬里尼奧市

聖地亞哥馬里尼奧市（西班牙語：Municipio Santiago Mariño），是委內瑞拉的一個市，位於該國北部阿拉瓜州，首府設於圖爾梅羅，面積497平方公里，2007年人口191,731，人口密度為每平方公里390人。